# مدرسه مدیریت کلاگ
مدرسهٔ مدیریت کلاگ در دانشگاه نرث وسترن یک مدرسه کسب و کار در منطقه شهری شیکاگو، ایلینویز است. این مدرسه در سال ۱۹۰۸ تأسیس شده و یکی از قدیمی‌ترین مدارس کسب و کار جهان می‌باشد که در زمینه‌هایی مانند بازاریابی، علوم مدیریت و علوم تصمیم‌گیری نقش بسزایی داشته‌است. برنامه ۲ ساله MBA کلاگ توسط U.S. News & World Report و نشریهٔ فوربز آنرا در رتبهٔ ۳ آمریکا و نشریهٔ Economist آنرا در رتبه ۴ جهانی قرار داده‌است.